# Paragonitis
Paragonitis is een geslacht van vlinders van de familie spinneruilen (Erebidae), uit de onderfamilie Calpinae.

## Soorten
- P. inexpectata Gaede, 1940
- P. orsara Swinhoe, 1903
- P. rufa Bethune-Baker, 1906